# Cantoni della Francia
In Francia, un cantone è una suddivisione territoriale in cui sono ripartiti la maggior parte degli arrondissement dipartimentali. Tale ambito è puramente organizzativo di alcuni aspetti amministrativi legati alle circoscrizioni elettorali, ma non corrisponde ad alcuna entità giuridica. Dal 2015 i cantoni della Francia sono 2 054.

## Ruolo e amministrazione
Ogni cantone elegge la persona incaricata di rappresentarlo al consiglio dipartimentale, eccetto che a Parigi, dove il consiglio è eletto seguendo un modo operativo diverso. Non esistono quindi cantoni parigini nel senso elettorale del termine; però, da un punto di vista statistico, i 20 arrondissement della capitale sono talvolta considerati come cantoni.
In zona urbana uno stesso comune ricopre generalmente diversi cantoni; nelle aree rurali, invece, un cantone è di solito formato da più piccoli comuni; succede allora frequentemente che i principali servizi amministrativi, come ad esempio la brigata di gendarmeria, siano concentrati nel capoluogo del cantone.
I cantoni formano una circoscrizione giudiziaria come una sede del tribunale di prima istanza. Storicamente i cantoni sono chiamati "tribunali di pace".

## Storia
I cantoni furono creati nel 1790, contemporaneamente ai dipartimenti, dal Comitato per la divisione del territorio. Essi furono inizialmente raggruppati in distretti e poi, con la soppressione di questi nel 1800, in arrondissement.
Al momento della loro creazione i cantoni erano ben più numerosi di oggi (fra 40 e 60 a seconda del dipartimento). Il loro numero fu drasticamente diminuito (fra 30 e 50) dalla legge dell'8 Piovoso dell'anno IX (28 gennaio 1801) intitolata «Legge portante riduzione del numero di tribunali di pace ». I primi prefetti nominati dal governo furono incaricati di stabilire nel loro dipartimento la ripartizione dei comuni in ogni nuovo cantone. Queste liste dipartimentali, una volta approvate del governo, furono pubblicate nel Bollettino delle leggi negli anni 1801-1802 e costituiscono la base della divisione della Francia in cantoni ancora esistente.
Dal 1800, alcuni cantoni troppo poco popolati sono stati soppressi, mentre ne furono creati di nuovi in zone che avevano conosciuto una forte crescita demografica, principalmente in zone urbane. In totale il loro numero è sensibilmente aumentato.
Con la riforma del 2014 sulla parità di genere, il numero dei cantoni è passato da 4 035 a 2 054, i cantoni della Martinica e della Guyana francese sono stati soppressi in seguito alla trasformazione di queste collettività in collettività uniche, eliminando il consiglio dipartimentale. Tale modifica è stata infatti funzionale ad una riforma delle elezioni dipartimentali, ossia provinciali, che ha fatto rappresentare ogni cantone non più da uno ma da due persone, un uomo e una donna. Il numero di consiglieri generali è pertanto passato da 4 035 a 4 108.

## Statistiche
Il numero di cantoni è variabile da un dipartimento all'altro, il Territorio di Belfort ad esempio ne conta 15, mentre il dipartimento del Nord 79.